# メアリ・ノリス
メアリ・ノリス (Mary Norris, 1952年2月7日 - ) はアメリカ合衆国の作家で、雑誌『ザ・ニューヨーカー』の校正者である。

## 教育
メアリ・ノリスはオハイオ州クリーブランド市で育った。1974年にラトガース大学を卒業し、バーモント大学で英語学の修士号を取得した。

## 経歴
ノリスは1978年に『ザ・ニューヨーカー』の編集スタッフとなる。そこで1993年から雑誌の校正を担当している。彼女はまた雑誌の「街の話」コーナーと、ウェブサイトにも寄稿している。
彼女の最初の著作『ここだけの話：カンマの女王の告白 Between You & Me: Confessions of a Comma Queen』は、W・W・ノートン&カンパニーから2015年に出版された。『ここだけの話』は2016年の「アメリカのユーモアに対するサーバー賞」の最終候補になった。ノリスはこのテーマで2016年のTEDカンファレンスで講演をした。第2作『私にとってのギリシャ語：カンマの女王の冒険 Greek to Me – Adventures of a Comma Queen』（2019年）で彼女は、外国語、特に古典ギリシャ語との関係について記述している。

## 著作の日本語訳
2015年のノリスの著作Between You & Me: Confessions of a Comma Queenは、2021年に有好宏文の翻訳により、『カンマの女王：「ニューヨーカー」校正者のここだけの話』というタイトルで柏書房より出版された。書評はnippon.com、日本経済新聞、読売新聞などに掲載されている。